# Pigsko
En pigsko er et redskab der bruges til at optimere en sportsudøvers greb i underlaget, f.eks. under sprint eller længdespring.